# Pick Fung Chong
Pick Fung Chong, ook geschreven als Chong Pick Fung (Perak), is een Surinaams diplomaat. Zij werd in december 2022 beëdigd als nieuwe Surinaamse ambassadeur voor de Volksrepubliek China.

## Biografie
President Chan Santokhi beëdigde Pick Fung Chong op 12 december 2022 als buitengewoon en gevolmachtigde ambassadeur van Suriname voor China. Zij is geboren in Perak in Maleisië en werd anderhalf maand voor haar beëdiging genaturaliseerd tot Surinamer. Voorafgaand doorliep ze de diplomatenopleiding van het ministerie van Buitenlandse Zaken, Internationale Business en Internationale Samenwerking. Ze overhandigde in maart 2023 haar geloofsbrieven aan president Xi Jinping.